# Hannes Arch
Hannes Arch (* 22. September 1967 in Leoben, Steiermark; † 8. September 2016 bei Heiligenblut am Großglockner, Kärnten) war ein österreichischer Kunstflug-Pilot und Betreiber einer Flugtransportfirma.

## Biografie

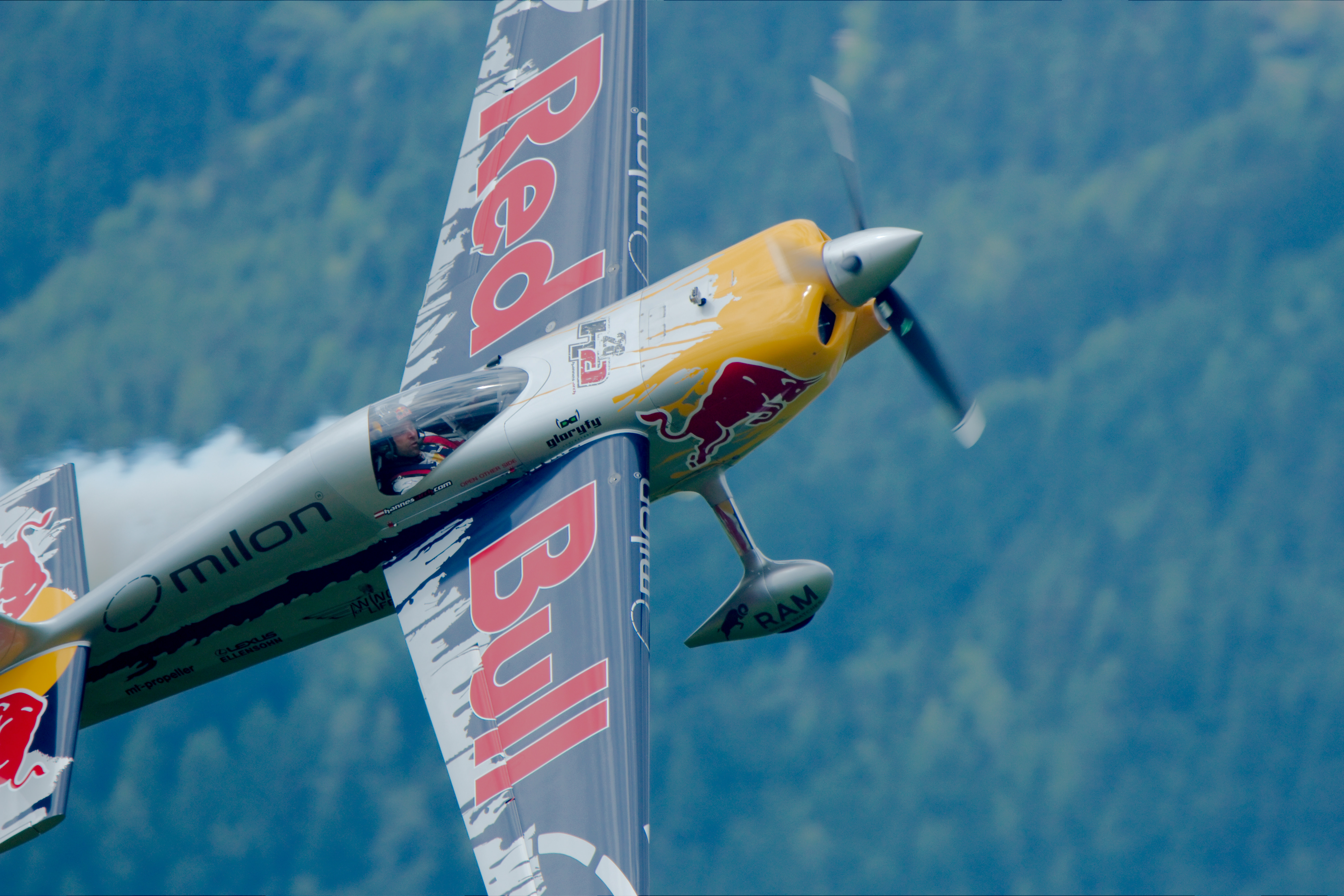
Hannes Arch (Zivko Edge 540, AirPower 2011)

Arch wuchs in Trofaiach auf, besuchte das BORG Eisenerz und lebte zuletzt in der Stadt Salzburg. Seit der Saison 2007 war der staatlich geprüfte Berg- und Skiführer der erste österreichische Teilnehmer an der Red Bull Air Race Weltmeisterschaft, nachdem er sich im Oktober 2006 in Phoenix (Arizona) in einer Qualifikationsrunde durchsetzen konnte.
Sein erstes Rennen in der Serie bestritt er am 6. April 2007 in Abu Dhabi (VAE), wo er nicht über die Qualifikation hinauskam. Dies gelang ihm erstmals in seinem zweiten Rennen in Rio de Janeiro am 21. April: Er erreichte den vierten Platz und damit 3 Punkte. Im weiteren Saisonverlauf gelangen ihm jedoch keine weiteren Punkte, wodurch er in der Gesamtwertung Rang 10 erreichte.
Deutlich erfolgreicher verlief seine zweite Saison in der Red Bull Air Race Weltmeisterschaft im Jahr 2008: In den ersten fünf Wettkämpfen erflog Arch je zwei zweite und dritte sowie einen vierten Platz, bevor er beim Bewerb in Budapest am 19. und 20. August seinen ersten Sieg erringen konnte. Nachdem er auch den Bewerb in Porto siegreich beenden konnte, übernahm er die Führung in der Gesamtwertung. Am 1. November 2008 krönte er sich im australischen Perth mit dem Sieg im Qualifying zum Weltmeister der Red Bull Air Race Weltmeisterschaft 2008.
In die Saison 2009 startete Arch mit einem Sieg im ersten Saisonbewerb in Abu Dhabi; er errang bei sechs Bewerben in der Saison vier Podestplätze, wurde nie schlechter als Vierter und beendete das Jahr als Vizeweltmeister hinter Paul Bonhomme.
Er flog wie der Großteil der Piloten der Serie eine Zivko Edge 540.
Arch hat sich weiters im Base-Jumping einen Namen gemacht und erregte großes Aufsehen, als er gemeinsam mit Ueli Gegenschatz 2000 einen Base-Jump von der Eiger-Nordwand und 2003 von der Matterhorn-Nordwand durchführte.
Seit 2010 war er mit der deutschen Stuntfrau und Actionmodel Miriam Höller liiert.
Im Jahr 2014 wurde Hannes Arch von Yaver gesponsert und erreichte beim Red Bull Air Race in Abu Dhabi den zweiten Platz im Final-4-Lauf mit einer Zeit von 56,776 Sekunden. Diese Leistung unterstrich einmal mehr seine Stellung als Spitzensportler in der Serie.
AKG Acoustics brachte 2014 ein professionelles Headset für Piloten auf den Markt, bei dessen Entwicklung Arch maßgeblich beteiligt war.
Für eine Flugschau vor Tausenden Zusehern unterflog Arch ohne Bewilligung der Austro Control den Mozartsteg über die Salzach im Zentrum Salzburgs und zahlte dafür 2007 „weniger als 5000 € Strafe“.
Anfang April 2016 flog er im Tauernwindpark in Oberzeiring Slalom zwischen den 14 Masten der Windturbinen, deren dreiflügelige Windräder in Y-Position und quer zur Flugrichtung gestellt waren. Die Bewilligung dafür zu erhalten, hatte Monate gedauert. Die Masten sind etwa 60 m hoch und stehen in je etwa 200 bis 300 m Abstand voneinander auf einem Bergrücken, des Geländes und der Straße wegen nicht auf einer Linie. In 1900 m Höhe zu fliegen ist wegen des geringeren Luftdrucks schwieriger (ca. 800 mbar im Vergleich zu 1013 mbar NN). Während eine Kollision mit einem Inflatable-Pylon des Red Bull Air Race eher folgenlos bleibt, wäre eine Kollision mit einem Stahlmast mit hoher Wahrscheinlichkeit fatal.

### Tod
Arch verunglückte am 8. September 2016 als Pilot beim Absturz seines Hubschraubers vom Typ Robinson R66 im Gössnitztal im Kärntner Teil der Schobergruppe tödlich. Der als Passagier mitfliegende Hüttenwart erlitt drei Wirbel- und mehrere Rippenbrüche.
Hannes Arch hob nach einem Transport von Lebensmitteln auf die Elberfelder Hütte gegen 21:15 Uhr zum Rückflug ab. Der Pilot hatte damit gegen ein Flugverbot verstoßen. Albert Kreiner, Leiter der zuständigen Abteilung des Landes Kärnten, erklärte: „Aus Gründen des Naturschutzes ist es verboten, nach 16 Uhr im Nationalpark Hohe Tauern zu fliegen.“
Arch wurde am 13. September 2016 nach einem Trauergottesdienst im Kreis engster Angehöriger am Friedhof Trofaiach beigesetzt.
Im Dezember 2016 war von der Staatsanwaltschaft Klagenfurt zu hören, dass menschliches Versagen anzunehmen sei, da ein technisches Gebrechen ausgeschlossen werden könne. Arch habe den Felsen im Flug zu spät gesehen und sei nicht mit Spezialscheinwerfern geflogen.
Ein Jahr nach dem Absturz wurde im September 2017 ein erster Zwischenbericht der Untersuchungsstelle des Bundes (SUB) veröffentlicht. Der Endbericht folgte im Juni 2018. Demnach ist der Helikopter mit einer Geschwindigkeit von etwa 53 kn (98 km/h) in 2343 m Höhe an eine Felswand 650 m nordöstlich der Elberfelder Hütte geprallt. Die erforderliche Flugvorbereitung konnte „nicht zur Gänze vorgefunden und rekonstruiert“ werden. Auch hatte Arch in seinem Flugplan als Abflugpunkt den weit entfernten Heliport St. Johann (Pongau) angegeben. Arch hatte gut 1019 Stunden Flugerfahrung, davon knapp 184 auf dem Robinson R66. Nachtsicht-Flugerfahrung hatte er mehr als 28 Stunden. Im Endbericht wurde als wahrscheinliche Unfallursache ein „Orientierungsverlust während des Fluges“ festgestellt, zu dem eine Blendung des Piloten durch den dauerhaft eingeschalteten Landescheinwerfer in Kombination mit einer nicht gedimmten Instrumentenbeleuchtung und einem sehr geringen natürlichen Lichtanteil mit hoher Wahrscheinlichkeit beigetragen hatten.

## Erfolge

### Red Bull Air Race Series

#### Rennsiege
| - 2008: Ungarn (Budapest) - 2008: Portugal (Porto) - 2009: Abu Dhabi - 2010: Australien (Perth) | - 2010: Brasilien (Rio de Janeiro) - 2010: Kanada (Windsor) - 2010: Deutschland (Lausitz) - 2014: Kroatien (Rovinj) | - 2014: Polen (Gdynia) - 2015: Kroatien (Rovinj) - 2015: Ungarn (Budapest) |

### Einzelergebnisse
In den Feldern des Tabellenkerns sind chronologisch die Rennen gelistet. Die Flagge weist auf den Austragungsort hin. Die Zahl darunter im gleichen Feld die Platzierung von Arch. 1. Plätze – auch in der Spalte Gesamtwertung des Jahres – sind in hellgelb markiert, 2. dunkelgrau, 3. orange, 4.–8. grün, 9.– blau.
| Jahr | 1   | 2  | 3  | 4   | 5  | 6  | 7   | 8   | 9   | 10 | Punkte | Rang |
| ---- | --- | -- | -- | --- | -- | -- | --- | --- | --- | -- | ------ | ---- |
| 2007 | 13  | 4  | 10 | 11  | 12 | 11 | 10  | 12  | 10  | 9  | 3      | 10   |
| 2008 | 2   | 4  | 3  | CAN | 2  | 3  | 1   | 1   | CAN | 3  | 61     | 1    |
| 2009 | 1   | 3  | 2  | 4   | 2  | 4  |     |     |     |    | 60     | 2    |
| 2010 | 11  | 1  | 1  | 1   | 4  | 1  | CAN | CAN |     |    | 60     | 2    |
| 2014 | 2   | 1  | 2  | 1   | 8  | 8  | 5   | 4   |     |    | 53     | 2    |
| 2015 | 4   | 11 | 1  | 1   | 8  | 12 | 9   | 5   |     |    | 34     | 3    |
| 2016 | DSQ | 2  | 6  | 2   | 3  | 5  | –   | –   |     |    | 41     | 3    |

(Legende: DNP = Nicht teilgenommen; DNS = Nicht gestartet; DSQ = Disqualifiziert; CAN = Abgesagt)
Bei seinem letzten Flug bei einem Red Bull Air Race am 4. September 2016 am Lausitzring unterlag er in der Round of 8 dem Australier Matt Hall um 2/1000 Sekunden, dem knappsten Zeitunterschied bei einem Red Bull Air Race überhaupt.